# Jaleesa
 Der er for få eller ingen kildehenvisninger i denne artikel, hvilket er et problem. Du kan hjælpe ved at angive troværdige kilder til de påstande, som fremføres i artiklen.

Jaleesa Johnson (født 1993) er dansk sangerinde fra Østerbro i København. Hun vandt anden sæson af Scenen er din i kategorien juniorsang i 2005..
Hun er født i København af en dansk mor, mens faderen er amerikaner med jamaicanske, maya- og cherokeeindianske rødder.
Jaleesa medvirkede i 2012 i Teaterkoncert Hey Jude i Forum med bl.a. Pernille Rosendahl, Troels Lyby, Cecilie Stenspil. Hun er derudover medvirkende på L.I.G.A's nye plade af samme navn.